# Springstille
Springstille este o comună din landul Turingia, Germania.